# フカザワナオコ
フカザワ ナオコ（1973年4月11日 - ）は、日本の漫画家。女性。熊本県出身、愛知県在住。「おしゃれパンダ」など、自らのオリジナルキャラクターによる商品企画や個展開催なども行っている。
自身の「おひとりさま」（独身）生活をつづるコミックエッセイを多数描いていたが、2015年の誕生日に、3歳年下の男性と結婚。結婚後は作中に夫も登場している。エッセイ作家・なおこつながりでしばしばたかぎなおこと混同される。

## 作品

### 漫画
- 『コミックB型自分の取扱書』（芳文社）

### イラスト・挿絵
- 『ねこかん』（学研）
- 『まちが絵さがしパズル』（学研）
- 『サンキュ!』（ベネッセ）
- 『ねことも』（大都社）

## 単行本
- 『おしゃれパンダはココにいる』（2000年、学研）
- 『おしゃれパンダBOOK 日常平凡』（2003年、BATHROOM）
- 『おしゃれパンダBOOK お・ま・け』（2004年、BATHROOM）
- 『ぷちムカ・コンビニ』（2006年、講談社ミチャオEKC、全2巻）
- 『おひとりさまの「はじめまして」』（2011年、幻冬舍）
- 『おひとりさまの京都ひとり旅』（2012年、主婦の友社）
- 『毎日がおひとりさま。 ゆるゆる独身三十路ライフ』（2012年、主婦の友社）※2015年に文庫版刊行
- 『母娘台湾ふたり旅』（2013年、幻冬舍）
- 『おひとりさまのはじめて料理』（2014年、角川書店）
- 『おひとりさま女子のポチッとお取り寄せ』（2015年、芳文社）